# 年夜飯
年夜飯，華北地區普遍稱為年夜飯，江南、粤港澳地區和新馬稱之為團年飯、團圓飯，閩南與臺灣稱圍爐，是農曆除夕的一餐，目的是在過年前一家團聚并共度農曆新年，傳統上年夜飯多在除夕祭祖後食用。除夕的日期不定，可能是臘月廿九或三十日（腊月的最后一天）。

## 各地風俗
各地團年飯時間不盡相同，較為常見是一般是除夕的下午到夜裏食。但在中国極少數地区，团年饭亦有除夕日下午、中午、上午、甚至早晨吃的。有些地区，可能街坊邻居间的团年饭时间都不尽相同。
以前团年飯必定全家大小留在长辈家中食饭，不過近幾年有些家庭為了方便，訂購外賣年菜或改上酒樓、餐厅。另外也有部分家庭人丁較少，只能一家二人、三人食饭。
- 中國南方人和越南人團年是做一頓有雞、魚、肉等豐富菜式的晚飯，其中很多地方会在过年时食年糕。上海的團年飯（閣家歡）的菜肴，有水笋紅燒肉、炒魚片、醋烹芥辣菜，是地道的上海菜[來源請求]。
- 中國北方人、福建人、台灣人，朝鲜人、日本人多會吃火鍋。饺子是中国北方广大地区年夜饭桌上不可或缺的应节食品，而江南地区则以肉丸子和糯米做成的元宵来象征团团圆圆，岭南地区会以煎堆来寓意团圆和财富。

## 意头
团年菜色的食材和菜式多寓意吉祥，如廣東取諧音「發財」「好市」的髮菜和蠔豉，江淮地区的人们常会吃象征圆满、团圆的圆子（原料和做法花样很多），北方人则吃象征元宝的饺子。除了以上菜色，通常有一盤整條含根青菜，一般為菠菜或刈菜，稱「長年菜」，意味長壽。還必須有一道魚，魚諧音「餘」，象徵「年年有餘」。台灣四面環海，魚料理也是台灣傳統年菜之一，但並無「年年有餘」之寓意，外北方人會在年夜飯的某幾顆餃子裡包入清洗乾淨的硬幣，作為占卜，吃到包有硬幣餃子的人意味今年會財運亨通。日本則會吃象徵長壽、稱為年越蕎麥的蕎麥麵。

## 歷史
南朝梁宗懍於《荊楚歲時記》記載「歲暮家傢俱肴蔌，詣宿歲之位，以迎新年，相聚酣飲。」即是逢歲晚，家家戶戶準備肉類和蔬菜（肴蔌），守歲迎接新年，家人相聚飲酒，食團年飯。
宋朝冬至主食為「餛飩」（類似今日的餃子）。年夜飯主食為「餺飥」（手擀麵羹）、春盤。春盤亦為立春主食。年夜飯配屠蘇酒；由長輩向晚輩敬酒，敬酒順序自幼至長。

## 外部連結
- 台灣大百科全書 - 圍爐